# Ignol
Ignol är en kommun i departementet Cher i regionen Centre-Val de Loire i de centrala delarna av Frankrike. Kommunen ligger  i kantonen Nérondes som tillhör arrondissementet Saint-Amand-Montrond. År 2022 hade Ignol 174 invånare.

## Befolkningsutveckling
Antalet invånare i kommunen Ignol
Referens:INSEE